# Digno - Global Worship
Digno - Globa Worship, Adoração GlobalPortuguês é uma coletânea musical lançada pela gravadora Onimusic em Outubro de 2008, por músicas de cantores gospel americanos traduzidas e interpretadas por cantores gospel do Brasil.

## CD
| #  | Títulos                                 | Vocais                         |
| -- | --------------------------------------- | ------------------------------ |
| 1  | Dia Feliz (Happy Day)                   | David Quinlan                  |
| 2  | Deus de Amor (O God Of Love)            | Nívea Soares                   |
| 3  | Pra Sempre Digno (Forever Worthy)       | Henrique Gandra                |
| 4  | Tua Glória a Brilhar (Facedown)         | Fernandinho                    |
| 5  | Santo é o Senhor (Holy is The Lord)     | Nívea Soares                   |
| 6  | Digno (Worthy, You Are Worthy)          | Fernandinho e Christie Tristão |
| 7  | Quem Irá? (We Must Go [God Of Justice]) | Judson Oliveira                |
| 8  | Toma-me (Take My Life)                  | Juliano Son                    |
| 9  | Bênção e Honra (Blessing And Honour)    | Christie Tristão               |
| 10 | Para Sempre (Remain)                    | Felippe Valadão                |